# Wróblewko
Wróblewko – wieś w Polsce, położona w województwie mazowieckim, w powiecie ciechanowskim, w gminie Gołymin-Ośrodek.
| SIMC    | Nazwa      | Rodzaj    |
| ------- | ---------- | --------- |
| 0115447 | Chruściele | część wsi |
| 0115453 | Gostkowo   | część wsi |
| 0115460 | Wróblewo   | część wsi |

W latach 1975–1998 wieś administracyjnie należała do województwa ciechanowskiego.